# Перис
Перис (на английски: Paris) е град в САЩ, щата Мейн. Административен център е на окръг Оксфорд. Населението на града е 5149 души (по приблизителна оценка от 2017 г.). Перис се намира върху пегматитно легло, в което могат да се намерят много полускъпоценни и редки камъни като берил, гранат, турмалин, аметист и димен кварц.